# Critical Role
Critical Role is een webserie waarbij een groep van Amerikaanse stemacteurs voornamelijk Dungeons & Dragons spelen, een bekende TTRPG.  Alle afleveringen zijn eerst te zien op Twitch en worden daarna ook op YouTube geplaatst. De show startte met streamen in het midden van de cast's eerste campaign in maart 2015. 
De cast bezit de eigendomsrechten van de show, en de show leent ook zijn naam aan de studio die eigendom is van de cast: Critical Role Productions. De studio produceert sinds 2018 Critical Role en Talks Machina. Er zijn een aantal gelicenseerde werken op basis van de show uitgebracht, zoals verschillende stripboeken en twee officiële handleidingen voor Campaign Settings. Daarnaast kwam 28 januari 2022 het eerste seizoen van The Legend of Vox Machina uit, een geanimeerde serie gebaseerd op hun eerste campaign.

## Achtergrondinformatie
Critical Role is een streaming-show waarin de cast een doorlopende Dungeons & Dragons-Campaign speelt, waarbij Matthew Mercer als Dungeon Master fungeert voor de zeven andere castleden, namelijk Ashley Johnson, Marisha Ray,Laura Bailey, Liam O'Brian, Travis Willingham, Sam Riegel en Taliesin Jaffe.
De eerste campagne van de groep begon twee jaar voorafgaand aan de start van de serie als een eenmalig, vereenvoudigd Dungeons & Dragons 4e editie spel voor Liam O'Brien's verjaardag. De spelers genoten zo van het spel dat ze het bleven spelen met de Pathfinder-regelset. Nadat Felicia Day van Ashley Johnson hierover had gehoord, benaderde ze de groep om deze in een livestream-formaat te spelen voor Geek & Sundry, waar de show tot februari 2019 werd gestreamd. Om de gameplay voor de show te stroomlijnen, werden de personages van de game omgezet van Pathfinder naar Dungeons & Dragons 5e editie voordat de eerste aflevering van de webserie op 12 maart 2015 werd uitgezonden. Aanvankelijk waren er negen castleden; Orion Acaba verliet de show na aflevering 27 van de eerste campaign. Zijn personage, Tiberius, verscheen in de eerste zeven nummers van de prequel-stripreeks van Critical Role: Vox Machina Origins. Campaign 1 eindigde in oktober 2017 na 115 afleveringen, en Campaign 2 begon in januari 2018 en eindigde in juni 2021 na 141 afleveringen. Een aantal one-shots werden uitgezonden in de pauze tussen de twee Campaigns. Nadat Campaign 2 was voltooid, werd de gelimiteerde serie Exandria Unlimited uitgezonden van juni 2021 tot augustus 2021. De derde Campaign ging in première op 21 oktober 2021. 
De serie wordt meestal uitgezonden op donderdag om 19:00 PT op de Critical Role Twitch- en YouTube-kanalen, waarbij de video on demand (VOD) direct na de uitzending beschikbaar wordt voor Twitch-abonnees. De VOD's worden voor het publiek beschikbaar gesteld op de website van Critical Role en op de maandag na de livestream geüpload naar hun YouTube-kanaal. Voorafgaand aan de COVID-19-pandemie werd de show live uitgezonden, maar na een tijdelijke stop vanwege coronamaatregelen worden de afleveringen vooraf opgenomen.

## Campaigns

### Campaign 1: Vox Machina
De eerste campaign was een voortzetting van het spel dat deze groep thuis met elkaar speelden, hierdoor begint het verhaal in medias res. De eerste aflevering ging in première op 12 maart 2015. Er zijn in totaal 115 afleveringen, waarvan de laatste uitkwam op 12 oktober 2017. Het speelt zich af op het fictieve continent Tal'Dorei, waar het een groep avonturiers genaamd Vox Machina volgt. Orion Acaba was een van de vaste castleden, maar verliet de show na 27 afleveringen. Er waren ook verschillende gasten te zien, die voor een of enkele afleveringen aanschoven.
| Castlid                | Rol                                                             | Ras en klasse                | Opmerkingen                          |
| ---------------------- | --------------------------------------------------------------- | ---------------------------- | ------------------------------------ |
| Matthew Mercer         | Dungeon Master                                                  |                              |                                      |
| Ashley Johnson         | Pike Trickfoot                                                  | gnome cleric                 |                                      |
| Laura Bailey           | Vex'ahlia "Vex" de Rolo (geboortenaam Vessar)                   | half-elf ranger/rogue        |                                      |
| Liam O'Brian           | Vax'ildan "Vax" Vessar                                          | half-elf rogue/paladin/druid |                                      |
| Marisha Ray            | Keyleth of the Air Ashari                                       | half-elf druid               |                                      |
| Orion Acaba            | Tiberius Stormwind                                              | dragonborn sorcerer          | Aflevering 1-27                      |
| Taliesin Jaffe         | Percival "Percy" Fredrickstein Von Musel Klossowski de Rolo III | human gunslinger             |                                      |
| Travis Willingham      | Grog Strongjaw                                                  | goliath barbarian/fighter    |                                      |
| Sam Riegel             | Scanlan Shorthalt                                               | gnome bard                   | Aflevering 1-85, 99-115              |
| Sam Riegel             | Taryon "Tary" Gary Darrington                                   | human artificer              | Aflevering 85-102                    |
| Gast                   | Rol                                                             | Ras en klasse                | Opmerkingen                          |
| Mary Elizabeth McGlynn | Zahra Hydris                                                    | tiefling warlock             | Aflevering 18-19, 43-44, 78, 114-115 |
| Felicia Day            | Lyra                                                            | human wizard                 | Aflevering 18-19                     |
| Will Friedle           | Kashaw Vesh                                                     | human cleric                 | Aflevering 20-21, 43-44, 78, 114-115 |
| Wil Wheaton            | Thorbir Falbek                                                  | dwarven fighter              | Aflevering 20-21                     |
| Kit Buss               | Lillith Anioska Daturai                                         | tiefling wizard              | Aflevering 25                        |
| Jason Charles Miller   | Garthok                                                         | half-orc rogue               | Aflevering 41                        |
| Chris Hardwick         | Gern Blanston                                                   | ravenite wizard              | Aflevering 46                        |
| Chris Perkins          | Shale                                                           | goliath fighter              | Aflevering 55                        |
| Patrick Rothfuss       | Kerrek                                                          | human paladin                | Aflevering 56, 81-84                 |
| ND Stevenson           | Tova                                                            | dwarven blood hunter         | Aflevering 92-93                     |
| Jon Heder              | Lionel Gayheart                                                 | half-orc barbarian/bard      | Aflevering 99-100                    |
| Darin De Paul          | Ethred "Sprigg" Brokenbranch                                    | gnome arcane trickster       | Aflevering 105-106                   |
| Joe Manganiello        | Arkhan                                                          | dragonborn paladin/barbarian | Aflevering 113-114                   |

### Campaign 2: The Mighty Nein
De tweede campaign begon op 11 januari 2018 en heeft 141 afleveringen, waarvan de laatste plaatsvond op 3 juni 2021. Het volgt een groep avonturiers genaamd The Mighty Nein, en het speelt zich af in dezelfde wereld als de eerste campaign, maar dan op het continent Wildemount. Vanwege de coronapandemie waren er geen afleveringen van maart tot en met juni 2020.
| Castlid           | Rol                                        | Ras en klasse                | Opmerkingen              |
| ----------------- | ------------------------------------------ | ---------------------------- | ------------------------ |
| Matthew Mercer    | Dungeon Master                             |                              |                          |
| Ashley Johnson    | Yasha Nydoorin                             | aasimar barbarian            |                          |
| Laura Bailey      | Jester Lavorre                             | tiefling cleric              |                          |
| Liam O'Brian      | Caleb Widogast/Bren Aldric Ermendrud       | human wizard                 |                          |
| Marisha Ray       | Beauregard "Beau" Lionett                  | human monk                   |                          |
| Taliesin Jaffe    | Mollymauk "Molly" Tealeaf/Kingsley Tealeaf | tiefling blood hunter        | Aflevering 1-26, 140-141 |
| Taliesin Jaffe    | Caduceus Clay                              | firbolg cleric               | Aflevering 28-141        |
| Travis Willingham | Fjord Stone                                | half-orc warlock/paladin     |                          |
| Sam Riegel        | Nott the Brave/Veth Brenatto               | goblin/halfling rogue/wizard |                          |

### Campaign 3: Bell's Hells
De derde campaign begon op 21 oktober 2021. Deze eerste aflevering was ook live te zien in een aantal bioscopen in de Verenigde Staten. Het speelt zich wederom af in dezelfde wereld als de vorige twee campaigns, maar deze keer op het continent Marquet. 
| Castlid           | Rol                    | Ras en klasse                       | Opmerkingen    |
| ----------------- | ---------------------- | ----------------------------------- | -------------- |
| Matthew Mercer    | Dungeon Master         |                                     |                |
| Ashley Johnson    | Fearne Calloway        | faun druid/rogue                    |                |
| Laura Bailey      | Imogen Temult          | human sorcerer                      |                |
| Liam O'Brian      | Orym of the Air Ashari | halfling fighter                    |                |
| Marisha Ray       | Laudna                 | human (Hollow One) warlock/sorcerer |                |
| Taliesin Jaffe    | Ashton Greymoore       | earth genasi barbarian              |                |
| Travis Willingham | Sir Bertrand Bell      | human fighter                       | Aflevering 1-3 |
| Travis Willingham | Chetney Pock O'Pea     | gnome blood hunter/rogue            | Aflevering 7-  |
| Sam Riegel        | Fresh Cut Grass        | automaton cleric                    |                |

## Prijzen en nominaties
| Jaar | Prijs        | Categorie                                         | Resultaat |
| ---- | ------------ | ------------------------------------------------- | --------- |
| 2019 | Webby Awards | Video Series & Channels – Games                   | Gewonnen  |
| 2019 | Webby Awards | Video Series & Channels – Games (Public's Choice) | Gewonnen  |